# Municipio de Washington (condado de Schuylkill)
El municipio de Washington (en inglés: Washington Township) es un municipio ubicado en el condado de Schuylkill en el estado estadounidense de Pensilvania. En el año 2000 tenía una población de 2.750 habitantes y una densidad poblacional de 34 personas por km².

## Geografía
El municipio de Washington se encuentra ubicado en las coordenadas 40°31′30″N 76°14′44″O / 40.52500, -76.24556.

## Demografía
Según la Oficina del Censo en 2000 los ingresos medios por hogar en la localidad eran de $43,493 y los ingresos medios por familia eran $46,964. Los hombres tenían unos ingresos medios de $35,089 frente a los $22,688 para las mujeres. La renta per cápita para la localidad era de $17,269. Alrededor del 5,4% de la población estaban por debajo del umbral de pobreza.